# Stenorrhipis grollei
Stenorrhipis grollei là một loài rêu trong họ Cephaloziellaceae. Loài này được Gradst. mô tả khoa học đầu tiên năm 1989.